# Ostrowiec Świętokrzyski
Ostrowiec Świętokrzyski város Lengyelországban a Szentkereszt vajdaságban. Az Ostowieci járás székhelye.Városjogokat 1613-ban kapott. Ipari település: nagyolvasztó, fémipari gyár, tűzmentes anyagok gyára, ruhagyár, élelmiszeripari gyárak, vegyiművek, nyomda ésfaipari gyár található a városban.
A város a Kamienna folyó mentén fekszik, melybe itt ömlik be a Szewnianka, a Modła és a Struga Denkowska. Északi része az Iłżecki dombságon fekszik, a déli része pedig a Sandomierzi fennsíkon.
A várostól tizenegynéhány kilométerre délnyugatra kezdődik a Szentkereszti hegyek Jelenówski sávja.
Ostrówhoz közel található a Krzemionki neolit kovakőbánya, valamint sok, a régi lengyel ipar történetével kapcsolatos érdekes objektum. Népszerű turista látványosság Ostrowiec környékén a dinoszaurusz-park, a JuraPark Bałtówban. Északnyugatról Kunów község, az összes többi oldalról Bodzechów község határolja. Ostrowiec Świętokrzyskinál kezdődik a Skarżysko-Kamiennára vezető kék kerékpárút. A város területén végigfut a Mieczysław Radwan vörös kerékpárút.
Ostrowiecen a következő főutak haladnak keresztül:
- 9. sz. országos főút: Radom – Ostrowiec – Barwinek (államhatár)
- 25. vasútvonal: Łódź Kaliska – Ostrowiec – Dębica
- 751. vajdasági főút: Suchedniów – Nowa Słupia – Ostrowiec
- 754. vajdasági főút: Ostrowiec – Solec nad Wisłą – Gołębiów
- 755. vajdasági főút: Ostrowiec – Ożarów – Kosin.

## Képgaléria

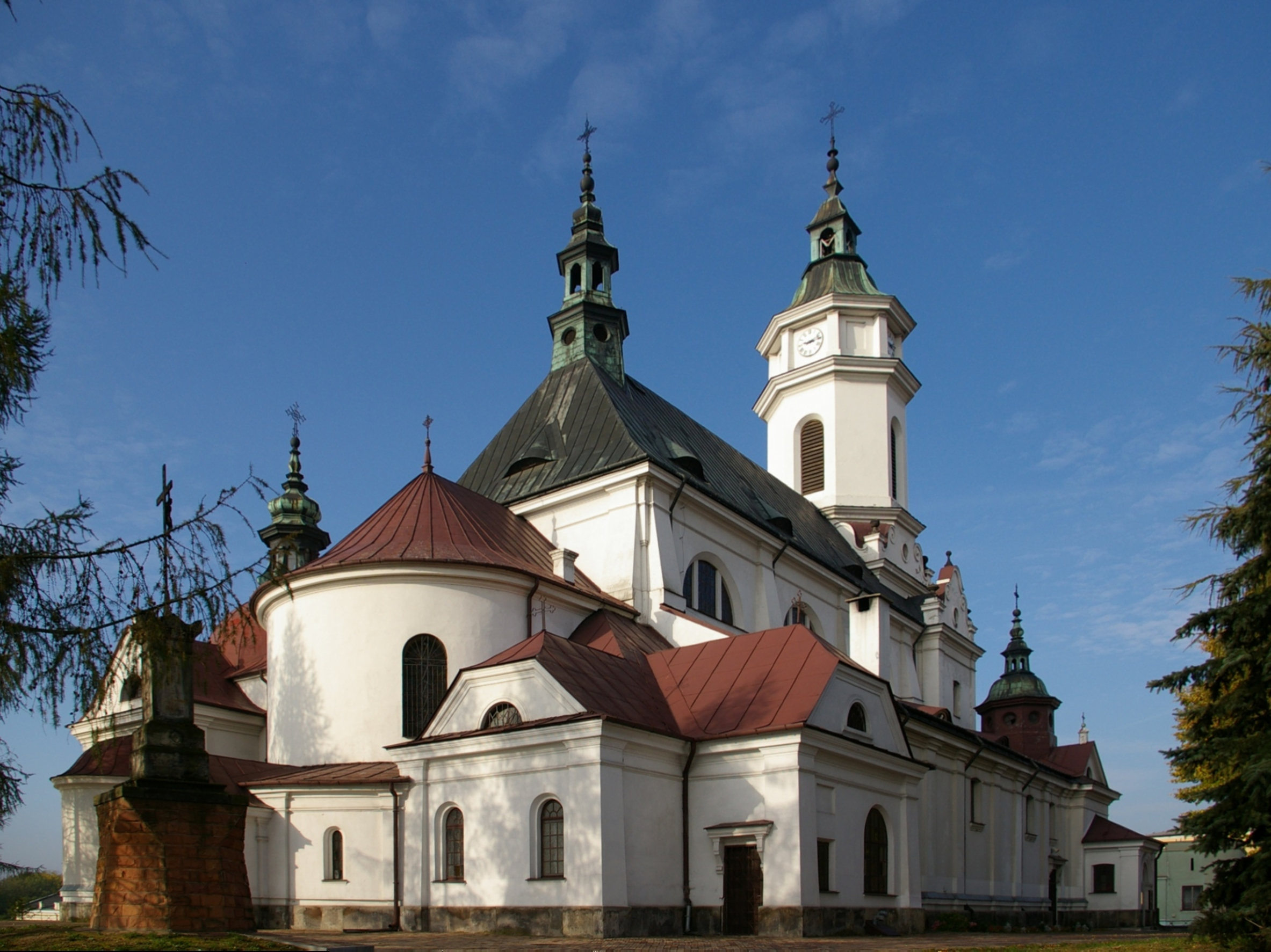
Szent Mihály-templom
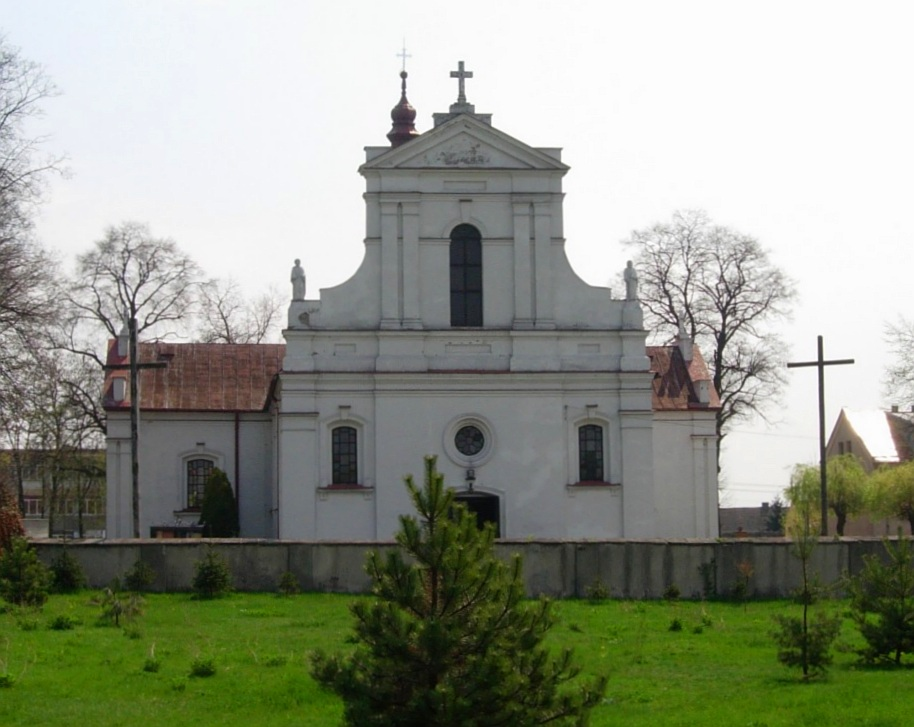
Szent Szaniszló-templom
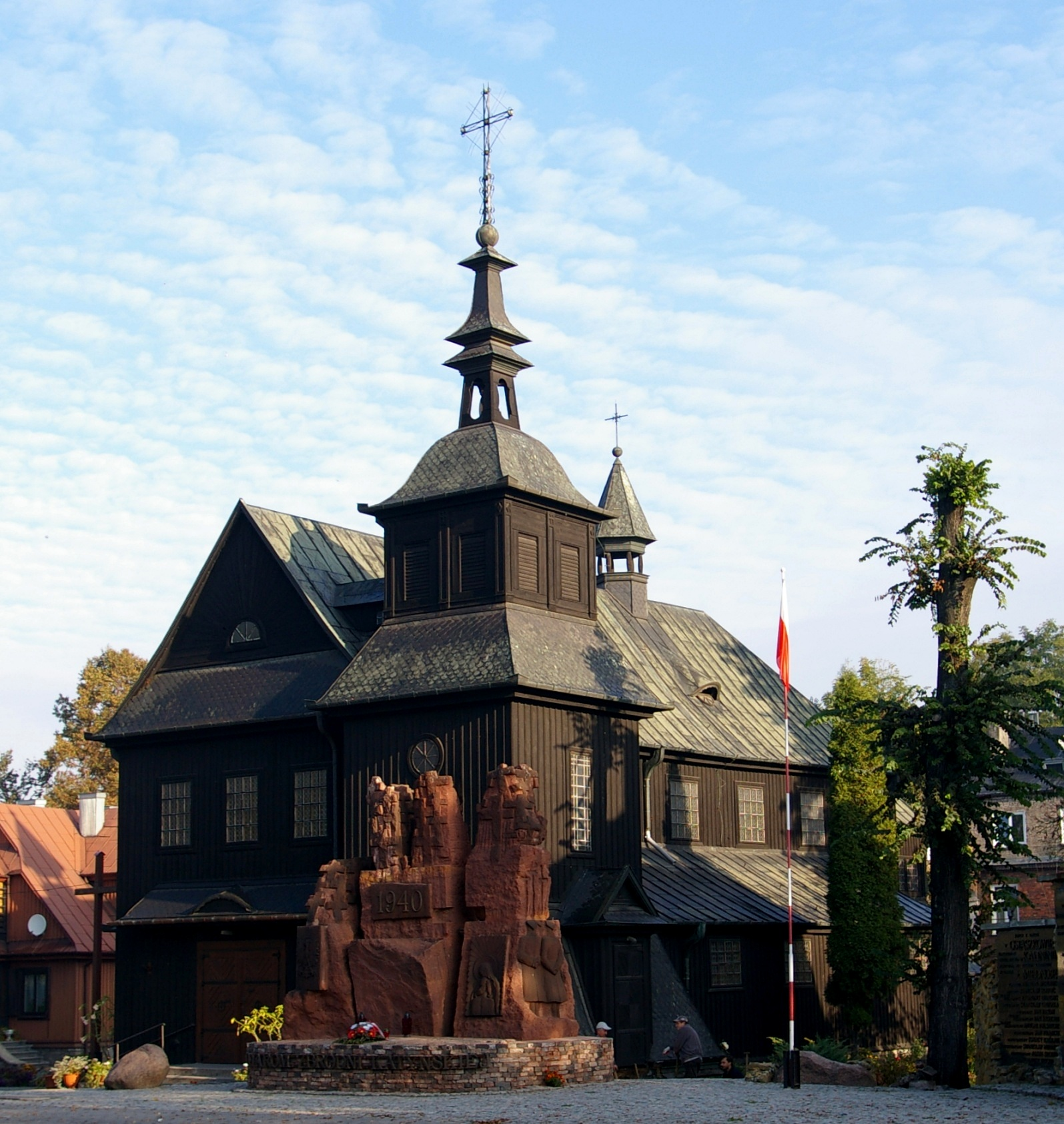
Jézus Szíve templom

## Fordítás
- Ez a szócikk részben vagy egészben a Ostrowiec Świętokrzyski  című lengyel Wikipédia-szócikk ezen változatának fordításán alapul.  Az eredeti cikk szerkesztőit annak laptörténete sorolja fel. Ez a jelzés csupán a megfogalmazás eredetét és a szerzői jogokat jelzi, nem szolgál a cikkben szereplő információk forrásmegjelöléseként.